# Мойра (фільм)
Мойра (груз. მოირა) — грузинський драматичний фільм, знятий Леваном Тутберідзе. Світова прем'єра стрічки відбулась на міжнародному кінофестивалі у Сан-Себастьяні 2015.
Фільм був висунутий Грузією на премію «Оскар-2016» за «найкращий фільм іноземною мовою».

## Сюжет
Після того, як Мамука виходе з в'язниці, він намагається врятувати свою родину від бідності. Його мати працює за кордоном, батько у інвалідному візку, а безробітний молодший брат, здається, тяжіє до криміналітету. Мамука бере кредит і купує невеликий рибацький човен для того, щоб заробляти гроші, і тим самим повернути його мати додому. Брати називають риболовецьке судно «Мойра» на честь богині долі.

## У ролях
- Паата Інаурі — Мамука
- Георгій Хурцилава
- Заза Магалашвілі
- Кетеван Цхакая
- Джано Ізорія
- Ані Бебія